# Jabłoń domowa
Jabłoń domowa (Malus domestica Borkh.) – gatunek rośliny z rodziny różowatych. Jest to gatunek który powstał w wyniku samoczynnego krzyżowania dwóch dziko rosnących na Kaukazie jabłoni – Malus pumila Mill. oraz Malus sylvestris Mill., a następnie w wyniku działań hodowlanych człowieka uzupełnionego o geny kilku innych naturalnie występujących w Azji i Europie gatunków. Należy do najbardziej popularnych w uprawie drzew owocowych w strefie klimatu umiarkowanego.

## Morfologia

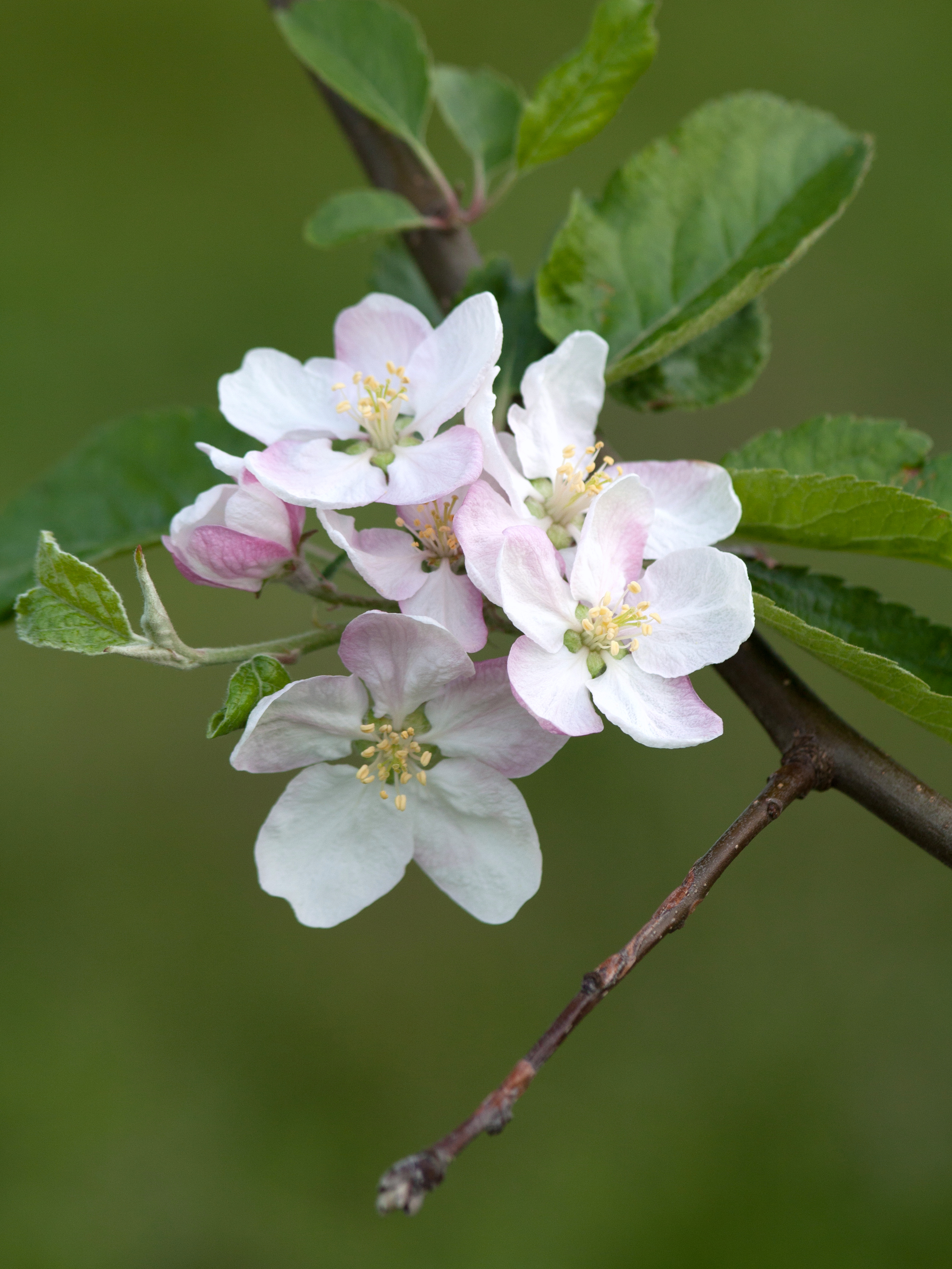
Kwiaty jabłoni domowej

PokrójDrzewo osiągające 5–12 m wysokości, z szeroką i gęstą koroną.
LiściePojedyncze, owalne, osiągają 5–12 cm długości i 3–6 cm szerokości. Osadzone są na ogonku długim na 2–5 cm. Koniec blaszki liściowej jest zaostrzony, brzeg liścia jest piłkowany.
KwiatyRozwijają się wiosną równocześnie z liśćmi, osiągają średnicę 2,5–3,5 cm. Korona pięciopłatkowa, płatki biało-różowe, wyraźne słupki i żółte pylniki. Jabłoń może zapylać się własnym pyłkiem choć najczęściej wymaga zapylenia krzyżowego.
OwoceJabłka – owoce szupinkowe, dojrzewające jesienią. Zwykle kuliste, w różnych barwach (zielone, żółte, czerwone lub żółte z rumieńcami). Miąższ znacznie zróżnicowany pod względem smaku, aromatu, słodyczy, konsystencji.

## Biologia i ekologia
Jest gatunkiem łatwo się krzyżującym z innymi jabłoniami przez co spotyka się czasem mieszańce wzdłuż dróg, w zadrzewieniach śródpolnych i w czyżniach. Kwitnie na przełomie od kwietnia i maja. Jest rośliną owadopylną i miododajną.

## Zastosowanie
Sztuka kulinarnaOwoce spożywane są surowe i w postaci przetworów (soki, kompoty, nadzienia do ciast). Mają znaczne walory odżywcze. Obfitują w witaminy, cukier, pektyny, substancje aromatyczne i sole mineralne.: Liście jabłoni są również wykorzystywane jako surogat herbaty. Podczas procesu technologicznego podwiędłe liście poddaje się utlenianiu w podwyższonej temperaturze i suszeniu. Produkt ten zawiera między innymi: rutynę, kwercetynę, kwas galusowy, kwas chlorogenowy, kwas kawowy, glikozydy fenolowe.
Surowiec drzewnyDrewno jabłoni używane jest w stolarce.

## Uprawa
Odmiany
W uprawie są liczne (ok. 10 tys.) odmiany hodowlane jabłoni domowej. W Polsce rośnie ok. 40 mln jabłoni, które dostarczają ok. 2–2,5 mln ton owoców.
Według raportu z kwalifikacji materiału szkółkarskiego przeprowadzonego przez Państwowa Inspekcja Ochrony Roślin i Nasiennictwa w 2011 roku największą liczbę roślin w szkółkach sadowniczych miały odmiany:
- ‘Szampion’ i sporty (Reno1, Reno2, Arno) – 1494 tys. drzew;
- ‘Idared’ i jego sport (‘Idareset’) – 1305 tys. drzew;
- ‘Golden Delicious’ i sporty (Golden Delicious Reinders) – 1092 tys. drzew;
- ‘Gala’ i sporty (‘Gala Must’, ‘Royal Gala’, ‘Natali Gala’) – 803 tys. drzew;
- ‘Jonagold’ i jego sporty (‘Jonagold Decosta’, ‘Jonica’, ‘Rubinstar’, ‘Rubinstep’ i inne) – 797 tys. drzew;
- ‘Gloster’ – 589 tys. drzew;
- ‘Ligol’ i jego sport (‘Ligolina’) – 418 tys. drzew.

Struktura upraw
Struktura odmianowa jabłoni uprawianych w Polsce w 2012 roku przedstawiała się następująco:
- 'Idared' – 20,4%
- 'Jonagold' – 13,5%
- 'Szampion' – 10,7%
- 'Ligol' – 6,5%
- 'Gloster' – 4,4%
- 'Golden Delicious' – 3,8%
- 'Cortland' – 3,2%
- 'Antonówka Zwykła' – 3,2%
- 'Gala' – 3,1%
- 'Lobo' – 3,0%
- 'Jonathan' – 1,5%
- 'Boskoop' – 0,9%
- pozostałe – 25,9%

Choroby
- nieinfekcyjne: nekrotyczna plamistość kory jabłoni[13]
- wirusowe: chlorotyczna plamistość liści jabłoni, jamkowatość pnia jabłoni, mozaika jabłoni, żłobkowatość pnia jabłoni[13]
- bakteryjne: gumowatość drewna jabłoni, guzowatość korzeni, proliferacja jabłoni lub miotlastość jabłoni, spłaszczenie konarów jabłoni, włosowatość korzeni, zaraza ogniowa[13]
- wywołane przez lęgniowce i grzyby: alternarioza drzew ziarnkowych, biała zgnilizna korzeni, brunatna zgnilizna drzew ziarnkowych, cytosporoza jabłoni, czarny rak jabłoni, drobna plamistość liści jabłoni, fuzarioza drzew ziarnkowych, gruzełek cynobrowy, mączniak jabłoni, opieńka miodowa, parch jabłoni, plamistość jabłoni, werticilioza drzew i krzewów owocowych, rak drzew owocowych i zgnilizna owoców, rak kory drzew owocowych, rak kory drzew ziarnkowych, zgorzel kory jabłoni, zgorzel pędów drzew owocowych, zgnilizna pierścieniowa podstawy pnia drzew owocowych, zgorzel powierzchniowa kory drzew ziarnkowych[13].

Produkcja jabłek
Światowa produkcja jabłek wynosi ok. 75,6 miliona ton. Do największych producentów jabłek należą: Chiny (47,6% światowej produkcji w 2011 roku), Stany Zjednoczone (5,6%) i Turcja (3,8%). Polskie sadownictwo w 2011 roku miało 3,3% udział w światowej produkcji jabłek. Wielkość produkcji jabłek w Polsce ze względu na ryzyko przyrodnicze podlega znacznym wahaniom. W latach 2001–2010 w dwóch latach (2004 i 2010) produkcja wyniosła mniej niż 2 mln ton, natomiast w trzech latach (2004, 2008 i 2009) przekroczyła 2,5 mln ton. Rekordowym rokiem był 2008 kiedy zebrano 2 mln 831 tys. ton, co uplasowało Polskę na trzecim miejscu na świecie
| 10 największych producentów jabłek w 2011 roku (w tonach) | 10 największych producentów jabłek w 2011 roku (w tonach) |
| --------------------------------------------------------- | --------------------------------------------------------- |
| Chiny                                                     | 35 987 221                                                |
| Stany Zjednoczone                                         | 4 272 840                                                 |
| Indie                                                     | 2 891 000                                                 |
| Turcja                                                    | 2 680 080                                                 |
| Polska                                                    | 2 493 080                                                 |
| Włochy                                                    | 2 411 200                                                 |
| Francja                                                   | 1 858 880                                                 |
| Iran                                                      | 1 651 840                                                 |
| Brazylia                                                  | 1 339 000                                                 |
| Rosja                                                     | 1 200 000                                                 |
| Świat                                                     | 75 635 283                                                |